# Ewiger Landfriede
La Ewiger Landfriede ("Landfriede eterna", a veces traducida como "Paz Perpetua", "Paz Eterna", "Paz Pública Perpetua") de 1495 fue la prohibición en el Sacro Imperio Romano Germánico del derecho medieval de vendeta (Fehderecht) por el rey y luego emperador alemán Maximiliano I. Sin embargo, a pesar de ser oficialmente ilegales, las contiendas feudales continuaron existiendo en el territorio imperial hasta bien entrado el siglo XVI.
La Ewiger Landfriede partió del "movimiento de paz" (Landfriedensbewegung), que después de intentos iniciales en el siglo XII tuvo su primer éxito significativo en el Tratado de Maguncia de 1235. El movimiento se oponía a los nobles menores que no mantenían la paz durante la concentración territorial que se producía en el imperio. Su propensión a generar conflictos armados (Fehdefreudigkeit) fue enfrentándolos cada vez más contra los príncipes y ciudades imperiales que trataban de pacificar y consolidar sus territorios.
Las reclamaciones fueron desde entonces un proceso legal en vez de generar el derecho al uso de las armas. El acta imperial fue aprobada el 7 de agosto de 1495 en la Dieta de Worms. Al menos en teoría, el uso de violencia para resolver las disputas fue reemplazado por sentencias en los tribunales del imperio y sus territorios, aunque la consolidación de este principio tomó varias generaciones. En un sentido moderno, el Ewiger Landfriede dio formalmente el monopolio sobre la violencia al sector público.
La formulación de la Ewiger Landfriede fue paralela a otros desarrollos en países europeos contemporáneos, donde se fijaba asimismo el monopolio del Estado en el uso de la fuerza y los conflictos internos pasaron a ser resueltos por proceso legal. Esto fue acompañado por la concentración de poder en el monarca gobernante. En estos países, el proceso de construcción nacional fue completado hasta tal punto que se pudieron establecer fronteras externas claras.
Además de establecer el monopolio del uso de fuerza por el Estado, la Ewiger Landfriede es importante en otros aspectos legales. Fue universal y aplicable en todas partes, y las vulneraciones eran estrictamente castigadas donde fuera que ocurrieran, frente a las restricciones ad hoc o provisionales en el derecho de vendetta de tiempos medievales (por ejemplo, los conflictos fueron suspendidos o prohibidos durante las Cruzadas en ausencia del emperador). Ahora, en lugar de una decisión puntual había una ley obligatoria para todo el mundo, una ley universal en el Imperio.
La aplicación del acta requirió un funcionamiento judicial en el reino. Para preservar la Ewiger Landfriede se creó el Tribunal de la Cámara Imperial (Reichskammergericht) en Fráncfort como autoridad legal suprema. Más tarde fue trasladado a Espira y, finalmente, a Wetzlar. En 1500, se crearon los círculos imperiales (Reichskreise), en parte para la aplicación de la Ewiger Landfriede en las regiones. El mantenimiento de la paz en el Imperio ya no era prerrogativa única del rey, porque el Tribunal de la Cámara Imperial y los círculos imperiales eran cuerpos corporativos formados de los estados imperiales (Reichsstände).
La preservación de paz (Landfrieden) sigue siendo una parte importante de la legislación alemana. Las perturbaciones de la paz son punibles según el Strafgesetzbuch (§ 125 StGB bzw. § 274 Ö-StGB, Arte. 260 CH-StGB). El Estado reconoce el derecho de los individuos asegurarse sus derechos mediante la fuerza sólo en circunstancias muy limitadas (p. ej., en caso de autodefensa).

## Literatura
- Historische Kommission bei der Bayerischen Akademie der Wissenschaften (ed.): Deutsche Reichstagsakten. Mittlere Reihe: Deutsche Reichstagsakten unter Maximilian yo. Vol. 5: Heinz Angermeier (revisado.): Reichstag von Gusanos 1495. 3 volúmenes. Vandenhoeck & Ruprecht, Göttingen, 1981, ISBN 3-525-35406-1.
- Mattias G. Fischer: Reichsreform und „Ewiger Landfrieden“. Über Dado Entwicklung des Fehderechts im 15. Jahrhundert bis zum absoluten Fehdeverbot von 1495. Scientia, Aalen 2007, ISBN 978-3-511-02854-1 (Untersuchungen zur deutschen Staats- und Rechtsgeschichte. NF 34), (también: Göttingen, Univ., Diss., 2002).
- Axel Gotthard: Das Alte Reich. 1495–1806. Wissenschaftliche Buchgesellschaft, Darmstadt 2003, ISBN 3-534-15118-6 (Geschichte kompakt – Neuzeit).
- Hanns Hubert Hofmann (ed.): Quellen zum Verfassungsorganismus des Heiligen Römischen Reiches Deutscher Nación 1495–1815. Wissenschaftliche Buchgesellschaft, Darmstadt, 1976, ISBN 3-534-01959-8 (Ausgewählte Quellen zur deutschen Geschichte der Neuzeit 13).
- Elmar Wadle: Der Ewige Landfriede von 1495 und das Ende der mittelalterlichen Friedensbewegung. En: Claudia Helm, Jost Hausmann (Rojo.): 1495 – Káiser, Reich, Reformen. Der Reichstag zu Gusanos. (Exposición de los archivos principales estatales en Koblenz junto con la ciudad de Worms en el 500.º aniversario de la Dieta de Worms de 1495). Landeshauptarchiv, Koblenz, 1995, ISBN 3-931014-20-7 pp. 71–80 (Publicaciones de la autoridad de archivo estatal de Rhineland-Palatinate).

- Datos: Q213266